# ليديا تاران
ليديا أناتولييفنا تاران (بالأوكرانية: Лідія Анатоліївна Таран) (مواليد 19 سبتمبر 1977)، هي مقدمة برامج تلفزيونية أوكرانية، تجيد التحدث باللغة الإنجليزية، ولدت في كييف لعائلة صحفية.

## مشوارها المهني
بدأت حياتها الصحفية في الإذاعة، لكن التلفزيون جعلها نجمة حقيقية و بالإضافة إلى مهنتها الرئيسية تشارك تاران أيضًا في مشروعها الاجتماعي لتحقيق حلم "To Realize a Dream"، الذي يهدف إلى تحقيق أحلام الأطفال المصابين بأمراض خطيرة في أوكرانيا.
- 1994-1995 - مجموعة من البرامج الترفيهية في إذاعة برومين ودوفيرا.
- 1995-1998 - محررة ومقدمة برامج في عدة محطات إذاعية.
- 1998-2004 - مقدمة في القناة الجديدة (مراسلة، مراسلة رياضي)
- 2005-2009 - مقدمة في القناة الخامسة (فقرة الأخبار)
- منذ عام 2009 - مقدمة على قناة 1 + 1 (أنا أحب أوكرانيا وإفطار مع 1 + 1).

كما شاركت تاران في الموسم الثالث من مشروع أنا أرقص من أجلك.

## الحياة الشخصية
تزوجت من المذيع أندريه دومانسكي حتي عام 2010، وأنجبت منه ابنة فاسيلينا.